# Карам, Ад Аби
Ад Аби Карам (28 марта 1937 года, Ливан) — епископ сиднейский Маронитской католической церкви с 26 октября 2001 года по 17 апреля 2013 год.

## Биография
25 марта 1962 года Ад Аби Карам был рукоположен в священника.
26 октября 2001 года Римский папа Иоанн Павел II назначил Ада Аби Карама епископом епархии Святого Марона в Сиднее. 12 января 2002 года состоялось рукоположение Ада Аби Карама в епископа, которое совершил маронитский патриарх кардинал Насрулла Бутрос Сфейр в сослужении с.титулярным епископом Арки Феникийской Роландом Абужауде и титулярным епископом Каллиника Маронитского Самиром Мазлумом.
17 апреля 2013 года Ад Аби Карам подал в отставку.